# 国鉄ED14形電気機関車

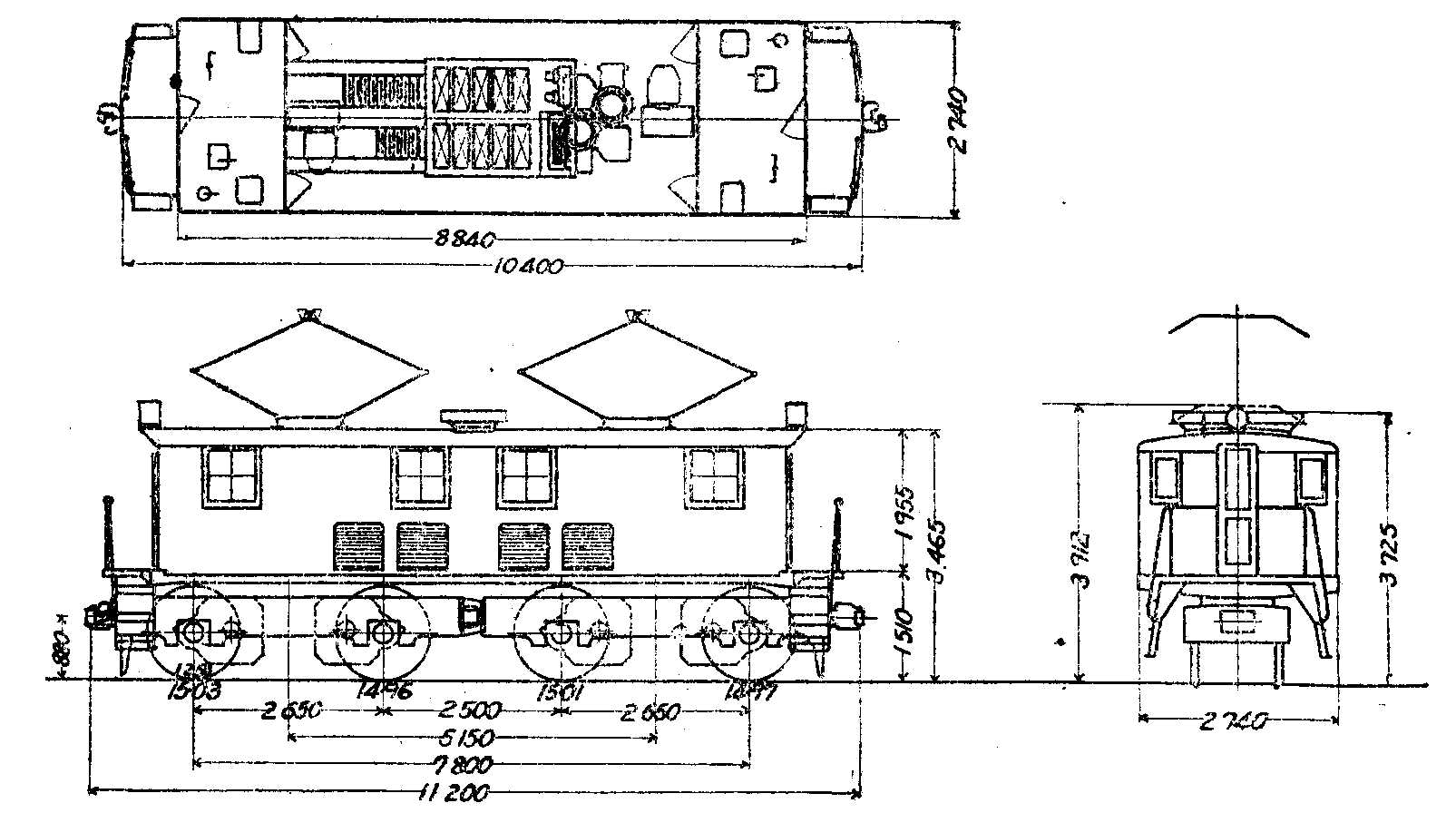
形式図

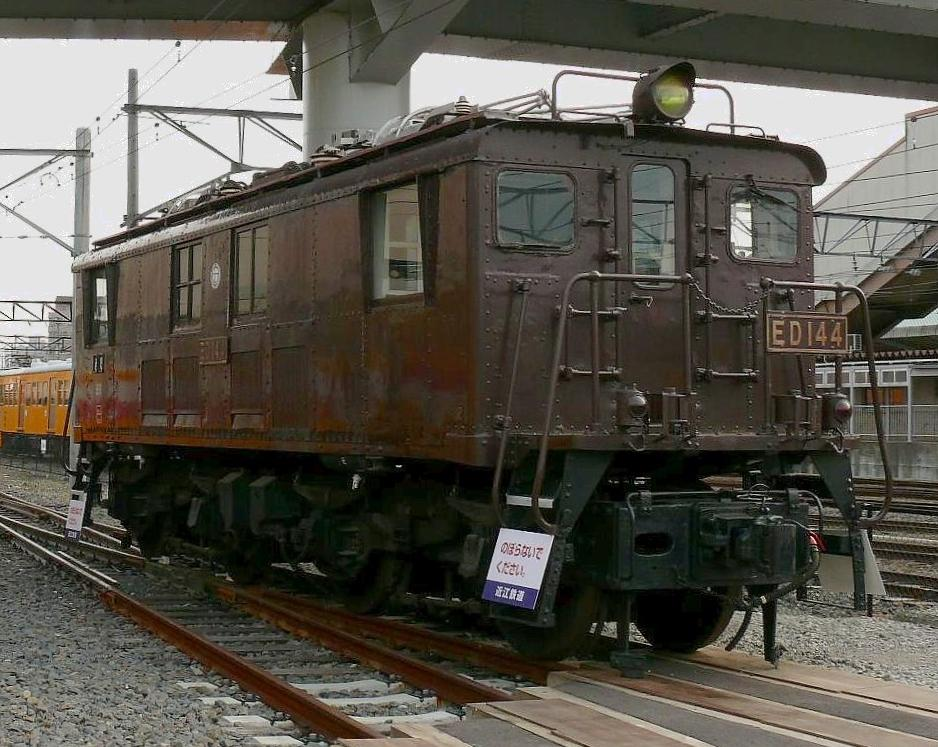
近江鉄道へ譲渡されたED14形。画像は国鉄時代の塗装が復元された4号機（現存せず）

国鉄ED14形電気機関車（こくてつED14がたでんききかんしゃ）は、日本国有鉄道（国鉄）の前身である鉄道省がアメリカ合衆国から輸入した直流用電気機関車である。輸入当初は1060形と称した。

## 概要
ED11形に続いて輸入された米国ゼネラル・エレクトリック(GE)社製の電気機関車である。電気部分・機械部分ともにGEによる一貫製造である。
4両が1926年（大正15年）に輸入された。
2019年3月までに全車解体され現存しない。

## 構造
車体形状はED11形とよく似ており、箱型車体の両端に乗務員出入用のデッキを配している。多数のリベットで接合された車体と、十字の桟のある「田の字形」の側窓が特徴である。この窓は後に横桟を撤去したものや、窓桟自体を取り去ったものがあり、各車両にバラつきが出ている。ED11形と同様、製造当初は前面中央の出入口と左右の前面窓の間に砂箱と短い梯子が設けられており、前面窓は横幅が狭く細長となっていたが、のちに砂箱が台車部分に移設されて梯子も撤去され、前面窓も横幅が広げられた。
台車の構造はED11形と異なり、2つの台車を中間連結器で連結し、台枠や車体を経ずに両端の連結器と台車のみで牽引力を伝達する方式が採用されている。このためED11形では連結器が車体部分に取り付けられているのに対して、ED14形では連結器が台車に取り付けられているという相違点がある。

## 運用

### 国鉄時代
製造当初は、ED15形などと共に東京機関区に配置され、東海道本線の貨物列車にまず投入された。
1930年（昭和5年）に大型機の登場で甲府機関区に移り、中央本線八王子 - 甲府間で使われた。戦後は一時豊橋機関区に移って飯田線で使われたが、1950年（昭和25年）に作並機関区に移り、仙山線作並 - 山寺間で使われた。
1960年（昭和35年）、転属配置されたED17形と新製配置されたED60形に置き換えられ、4両とも休車となった。2・3号機はこの時点で除籍され、近江鉄道へ譲渡された。3号機については、近江鉄道を傘下にもつ西武鉄道へ一旦貸し出された後、近江鉄道へ譲渡された。1・4号機は仙山線の変電所容量不足によりED60形が転出したため休車を解除され、再び仙山線で使用されたが、1966年（昭和41年）に除籍され、2・3号機と同様、近江鉄道へ譲渡された。

### 近江鉄道時代

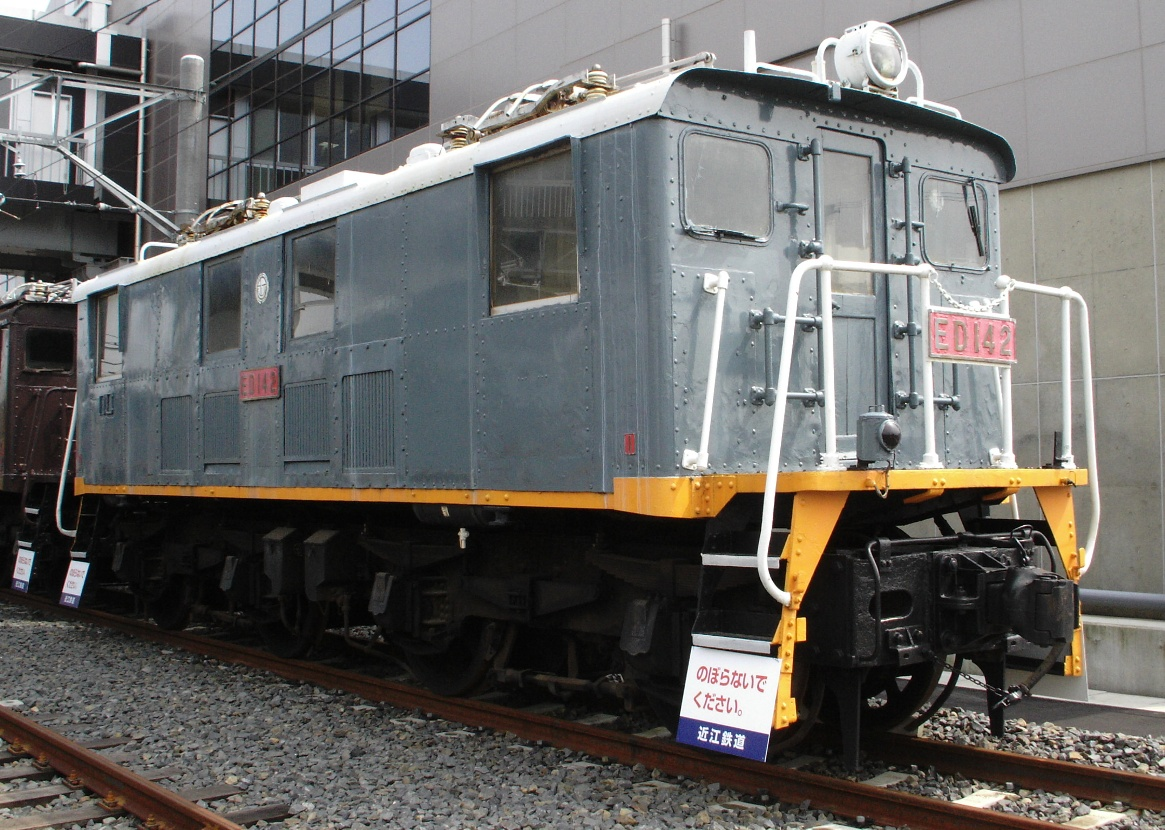
近江鉄道色の2号機（現存せず）

近江鉄道では石灰石・石油貨物列車などに使用されたが、軸重が15tもあるため重量制限の関係で高宮 − 尼子間の犬上川橋梁を渡れず、運用区間は多賀大社前 - 米原間に限定されていた。主に多賀大社前 − 彦根間の石灰石輸送に使用されていたが、1988年（昭和63年）までに貨物列車が廃止されたため本来の目的を失った上、ATSの装備が困難、部品調達の問題、車体重量の問題、電気機関車の運転に必要な資格を有する同社在職者の減少などの事情から、事実上本線走行は困難な状態となっていた。その後も1・4号機はイベント、あるいは豪雪時の除雪作業や構内の入れ替えなどの事業用として時折使用され、2012年時点で車籍を保持していたが、4号機は故障のため休車状態となった。2・3号機は使用されることなく彦根工場内で長期休車となっていたが、2004年（平成16年）7月1日付けで除籍された。なお塗色は、1 - 3号機は同社の標準である水色塗装、4号機は国鉄時代の茶色塗装に復元された。
2007年（平成19年）3月からは全車が彦根駅に整備された近江鉄道ミュージアムに展示されていたが、2018年12月8日の八日市駅への移転による閉館に伴い、2019年1月28日の夜から29日未明にかけて2号機が、同29日の夜から30日未明にかけて4号機が奈良県の解体場へと陸送され、最後まで残った1・3号機も同年3月12日から14日にかけて解体場に陸送の上解体され、ED14形は形式消滅となった。

## 主要諸元
- 全長：11,200mm
- 全幅：2,740mm
- 全高：3,912mm
- 運転整備重量：59.97t
- 電気方式：直流1500V（架空電車線方式）
- 軸配置：B+B
- 台車形式：イコライザ付板台枠式
- 主電動機：MT8形(244kW)×4基 
  - 歯車比：16:69=1:4.31
  - 1時間定格出力：975kW
  - 1時間定格引張力（全界磁）：11,600kg
  - 1時間定格速度：30km/h
  - 最大運転速度：65km/h
- 動力伝達方式：歯車1段減速、吊り掛け式
- 制御方式：非重連、抵抗制御、2段組み合わせ制御、弱め界磁制御
- 制御装置：電磁空気単位スイッチ式
- ブレーキ方式：EL14A空気ブレーキ、手ブレーキ
- 制御回路電圧：100V